# Thomas Coke (évêque)
Pour les articles homonymes, voir Thomas Coke et Coke.
Thomas Coke, né  le 9 septembre 1747 à Brecon dans le comté de Brecknockshire au pays de Galles et mort le 3 mai 1814 sur un bateau voguant sur l'océan Indien, est un clerc anglican, théologien britannique qui fut l'un des cofondateurs de l'Église épiscopalienne méthodiste , (MEC comme Methodist Episcopal Church) avec Francis Ashbury et l'un de ses premiers évêques. La MEC est une Église américaine rattachée au méthodisme de John Wesley. 
Thomas Coke est connu également pour avoir été nommé  superintendant par John Wesley afin de superviser les prédicateurs et églises se réclamant du méthodisme au lendemain de la Guerre d'indépendance des États-Unis, ce qui a modifié les liens entre le Royaume-Uni de Grande-Bretagne et la nouvelle république.

## Biographie

### Jeunesse et formation

#### Le fils d'un notable
Thomas Coke est le troisième et unique fils survivant de Bartholomew Coke et d'Anne Phillips Coke. Son père exerce le métier  d'apothicaire à Brecon, où il a été successivement élu échevin et a été élu deux fois bailli. Thomas Coke est baptisé le 5 octobre 1747 à l'église Sainte Mary, de Brecon. Cérémonie de baptême qui est aussi une action de grâces, ses parents remercient Dieu de leur avoir permis d'avoir un troisième enfant et mettent tous leurs espoirs pour qu'il puisse survivre. Ce qui explique que Thomas Coke soit chéri par ses parents comme s'il était la prunelle de leurs yeux,,,.

#### Des études brillantes
Thomas Coke fait ses études primaires et secondaires au Christ College (Brecon) (en) gérée par l'Église anglicane. Durant ses études il devient un brillant élève du Latin et du Grec ancien, même s'il critique la prééminence de leur enseignement. 

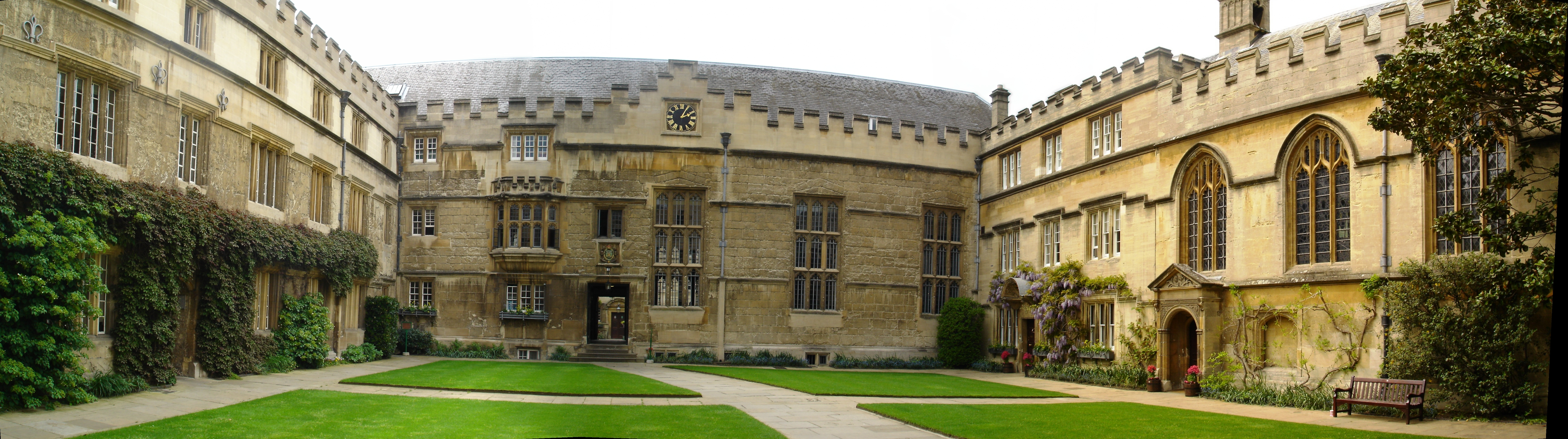
Jesus College.

Le 6 avril 1764 ses études secondaires achevées, Thomas Coke est admis au Jesus College (Oxford) où il obtient successivement le Bachelor of Arts en 1768, le Master of Arts en 1770 et le Doctor of Civil Law en 1775, thèse de doctorat qui reçut les félicitations du premier ministre Frederick North. En matière religieuse, le Jésus College est fidèle à l’enseignement de l'Église d'Angleterre et ne manque d'afficher son hostilité envers le méthodisme,,. 

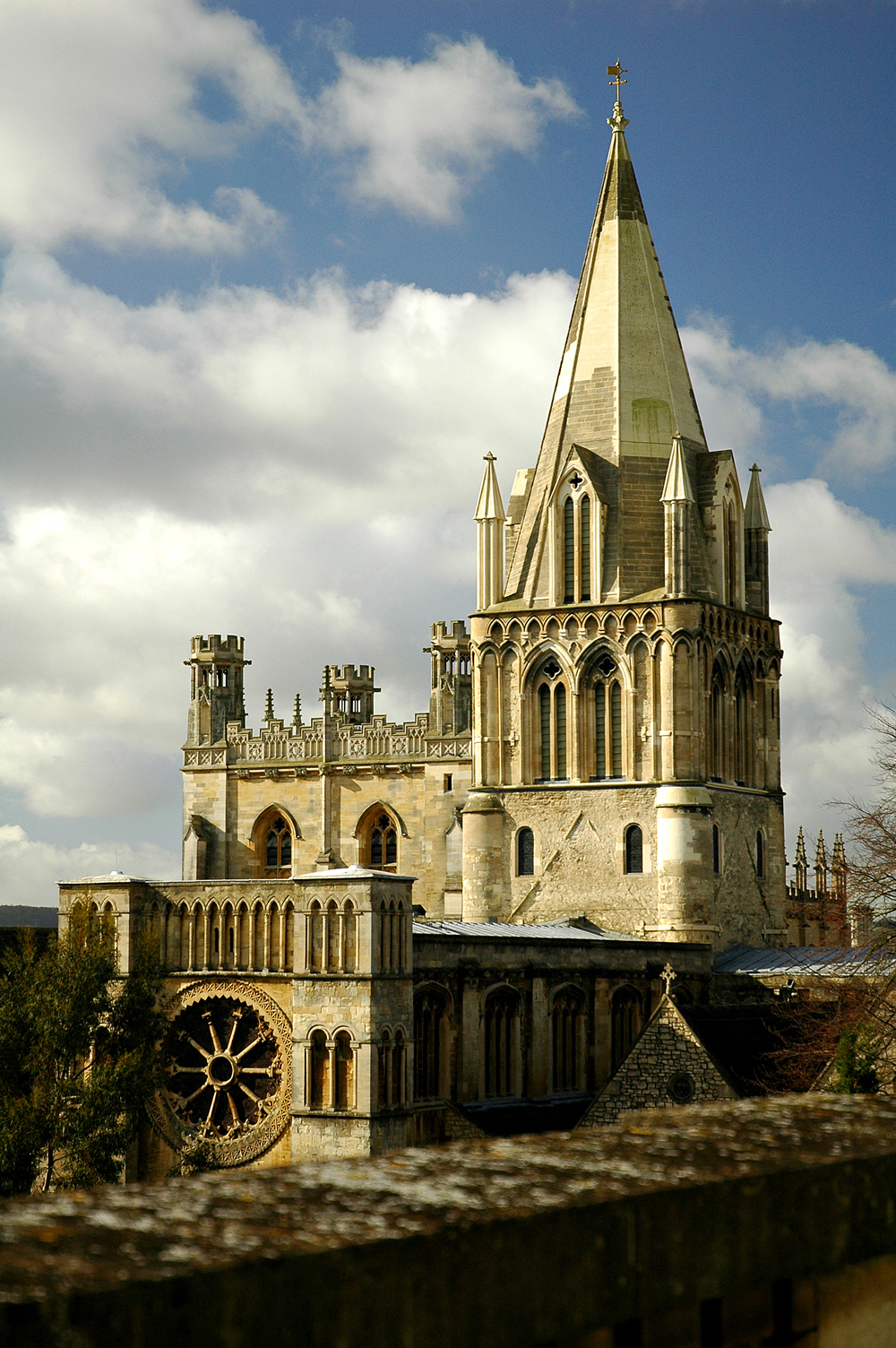
Cathédrale Christ Church d'Oxford.

#### Les études anglicanes
Parallèlement à ses études, Thomas Coke suit un cursus ecclésiastique au sein de l'Église d’Angleterre, qui le conduit à être ordonné diacre en 1770 par l'évêque d'Oxford à la Cathédrale Christ Church d'Oxford,  puis ordonné prêtre le 23 août 1772 par l'évêque de Saint David's dans le palais épiscopal d'Abergwili à proximité de la ville de Carmarthen,,,. 

### Carrière

#### Le clerc anglican (1771-1776)
Thomas Coke, commence sa carrière ecclésiastique, le 14 juillet 1771 comme assistant du révérend Robert Twyford, curé de la paroisse de South Petherton dans le comté du Somerset. À partir du printemps 1773, la santé du révérend Robert Twyford se dégrade, et Thomas Coke le remplace en tant que curé,. 

#### La conversion au méthodisme

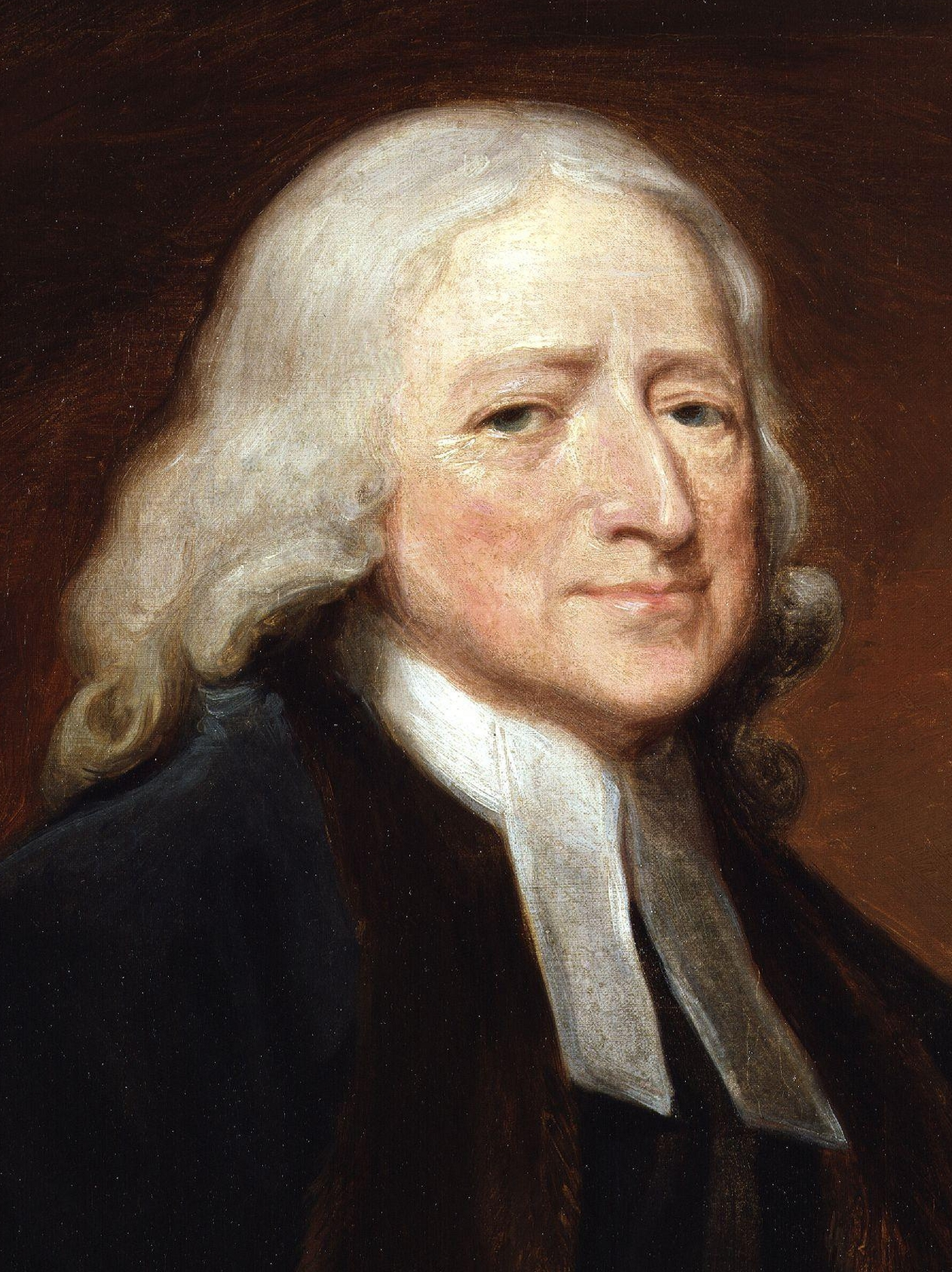
John Wesley.

##### Une rencontre décisive

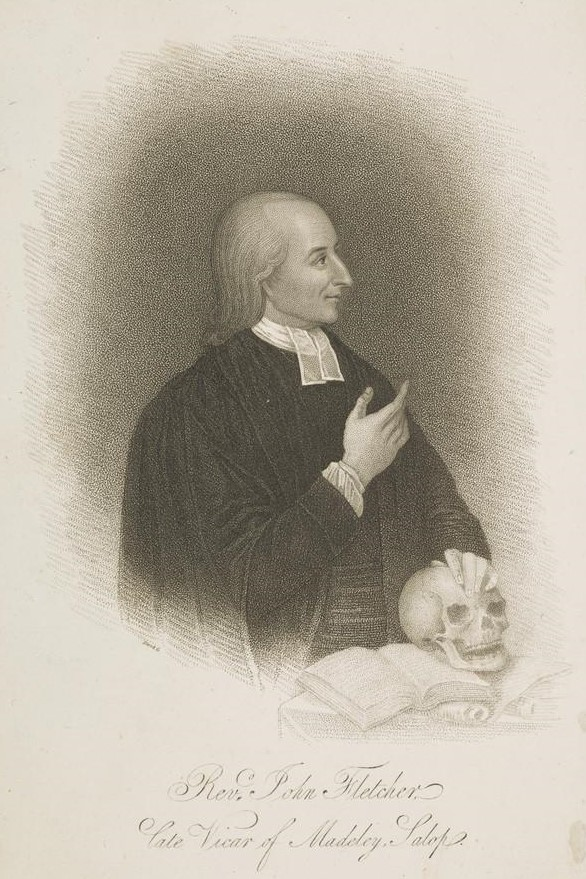
John William Fletcher.

Dès 1772, le révérend James Brown, recteur de Portishead et curé de la paroisse voisine de Kingston St Mary au nord de la ville de Taunton dans le comté du Somerset fait connaître à Thomas Coke le méthodisme en lui prêtant des livres de John Wesley et de John William Fletcher. Thomas Coke est dans un premier temps admiratif envers les écrits de John William Fletcher qui sont pour lui comme une révélation et entame une correspondance avec lui.  Il visite régulièrement une maison de maître proche de Taunton où il rencontre d'autres prédicateurs méthodistes et écoute leurs sermons. En août 1775, il écoute pour la première fois John Wesley, qui le convainc de la justesse du méthodisme,.    
Le 13 août 1776, Thomas Coke se rend  à pour rencontrer John Wesley. Après  une longue conversation, Wesley encourage Thomas Coke à retourner à sa charge paroissiale, en évitant tout acte qui pourrait s'apparenter à une offense envers l'Église d'Angleterre,, ,.  

##### Une expulsion de sa paroisse
Malgré la prudence recommandée, Thomas Coke ne peut contenir son enthousiasme, plusieurs de ses sermons sont émaillés d'éléments du méthodisme, paroles qui suscitent la réprobation de ses paroissiens, et lors de la Pâques de 1777, Thomas Coke est publiquement démis de sa charge pastorale, sous les insultes et les quolibets de plusieurs paroissiens, et un sermon vindicatif à son endroit prêché par son successeur opération qui s'apparente à une expulsion ignominieuse,,.

##### Rejoindre le méthodisme
Thomas Coke ne sait que faire ni où aller, il sait qu'il aurait pu être lapidé par la foule comme le fut Willam Seward, le premier martyr du méthodisme, il doit quitter South Petherton. Le 19 août 1777, il écrit à John Wesley pour lui annoncer qu'il quitte l'anglicanisme pour s'en remettre à ses bon soins et trouver une place dans le méthodisme,.

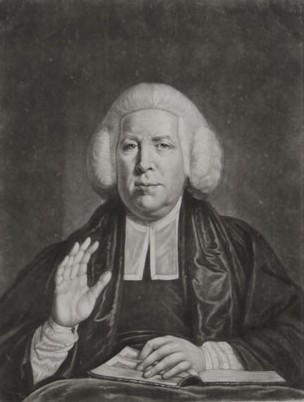
Thomas Maxfield.

##### Le séjour londonien (1778-1783)

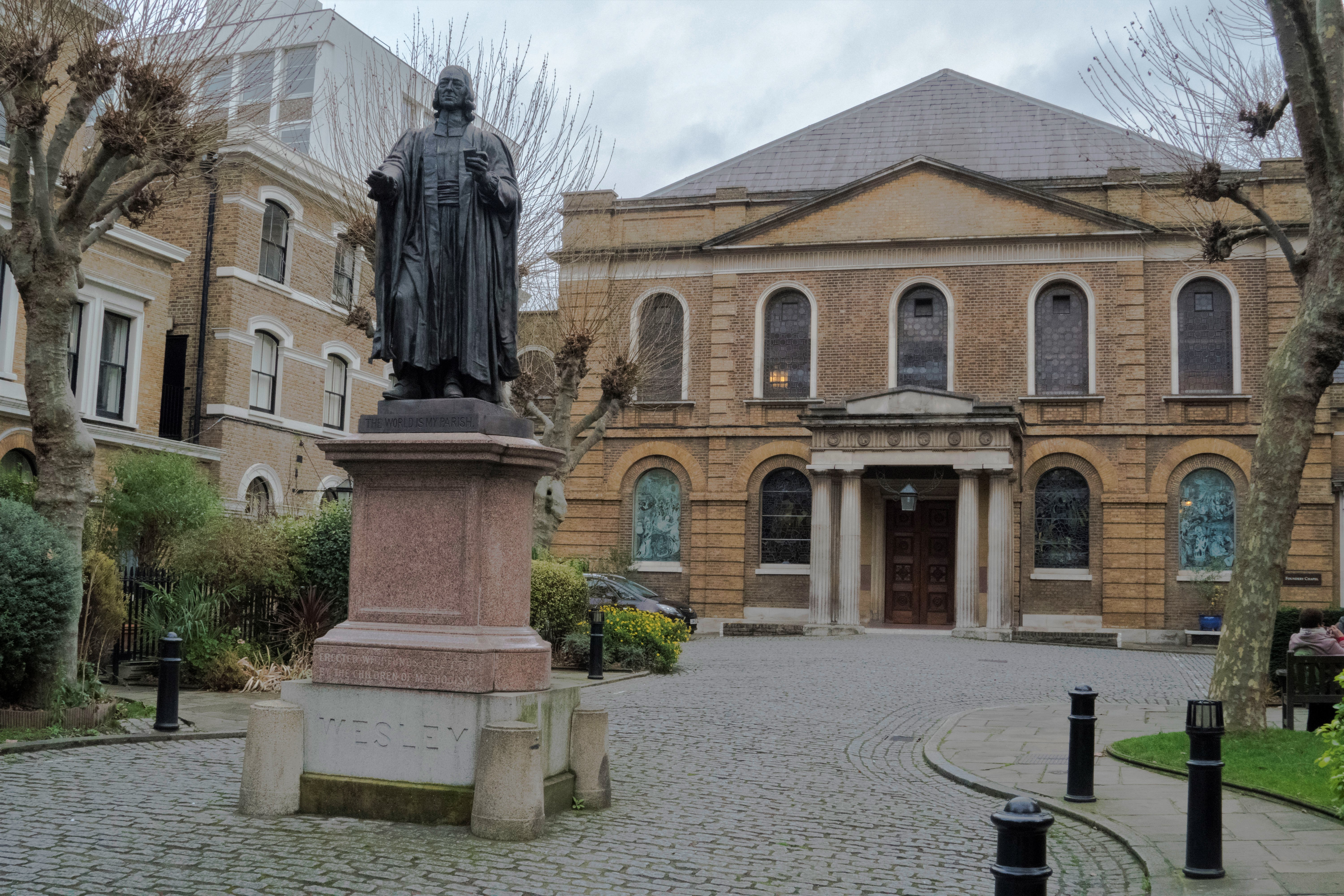
La cour de la chapelle Wesley, avec la statue de John Wesley.

John Wesley invite Thomas Coke à se rendre à Londres, quartier général du méthodisme, siège de la Fundamental Wesleyan Society, et de la maison d'édition des ouvrages et revues méthodistes comme le mensuel The Arminian (en). Thomas Coke y découvre également la chapelle de City Road où John Wesley a prononcé ses premiers sermons fondateurs du méthodisme.  Thomas Coke est hébergé par John Bruce en attendant de lui trouver une place au sein du méthodisme. Pendant son séjour londonien, Thomas Coke bénéficie de l'appui puis de l'amitié du futur évêque méthodiste de Londonderry, Thomas Maxfield (Methodist) (en) auprès de qui il approfondit sa connaissance du méthodisme. Thomas Mayfield transmet à John Wesley les progrès de Thomas Coke dans la foi méthodiste  et son désir d'œuvrer au service du mouvement. Progression qui font penser à John Wesley qu'il peut trouver en Thomas Coke un assistant inespéré,.

#### Le bras droit de John Wesley

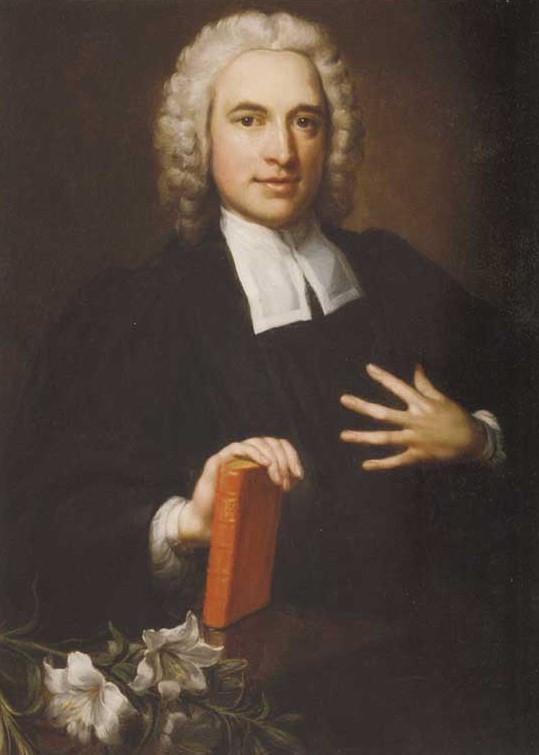
Charles Wesley.

##### Une place vacante
Depuis le mariage de son frère aîné Charles Wesley et de son retrait à Bristol en 1749, John Wesley  n'a pas trouvé de remplaçant qui puisse l'aider, plus particulièrement pour la gestion de la connexion  des diverses églises qui se réclament du méthodisme et veiller à ce qu'elles soient en harmonie spirituelles et théologiques . Les premières missions de Thomas Coke consiste à faire des voyages dans les îles britanniques en tant que représentant officiel  de John Wesley avec un pouvoir d'arbitrage des conflits. En 1782, il préside la conférence des églises méthodistes irlandaises, en lieu et place de John Wesley ce qui est une première,.

##### La participation à l'écriture deDeed of declaration(Acte de la déclaration)
Les frontières entre le méthodisme et l'anglicanisme sont parfois floues, aussi dès 1782 John Wesley doit clarifier la doctrine du méthodisme,  énoncer les caractéristiques du méthodisme dans un texte qui fera force de loi et référence. Pour cela, il a recours aux compétences de Thomas Coke en tant que docteur en droit pour écrire les règles fondamentales de l'orthodoxie méthodiste. Thomas Coke accepte la mission, pendant deux années il visite diverses communautés méthodistes, fait la navette entre ces communautés et John Wesley, et en 1784, il présente la rédaction du Deed of Declaration (Acte de la déclaration) qui est adopté par John Winsley qui le présente à la conférence de Leeds en cette même année de 1784, conférence qui l'adopte et la ratifie. Déclaration qui provoque la colère de quelques dissidents envers Thomas Coke,. 

##### Le renouvellement
John Wesley renouvelle ses assistants par une nouvelle génération, dont les noms les plus réputés sont ceux de John Pawson, Richard Whatcoat (en), Joseph Benson (en), Joseph Bradford (méthodiste) (en), Samuel Bradburn (en), nouvelles figures du méthodisme qui seront étroitement liés à Thomas Coke lors des épreuves des années cruciales qui s'annoncent. Difficultés liées à des conflits de loyauté des diverses communautés se réclamant du méthodisme envers la Deed of declaration (« Acte de la déclaration »), Thomas Coke va jouer un rôle majeur pour maintenir la pluralité des communautés dans le giron du méthodisme tout en favorisant de nouvelles églises, difficile équilibre entre la loyauté envers l'église mère et la défense d'églises autonomes,,.

#### La mission américaine

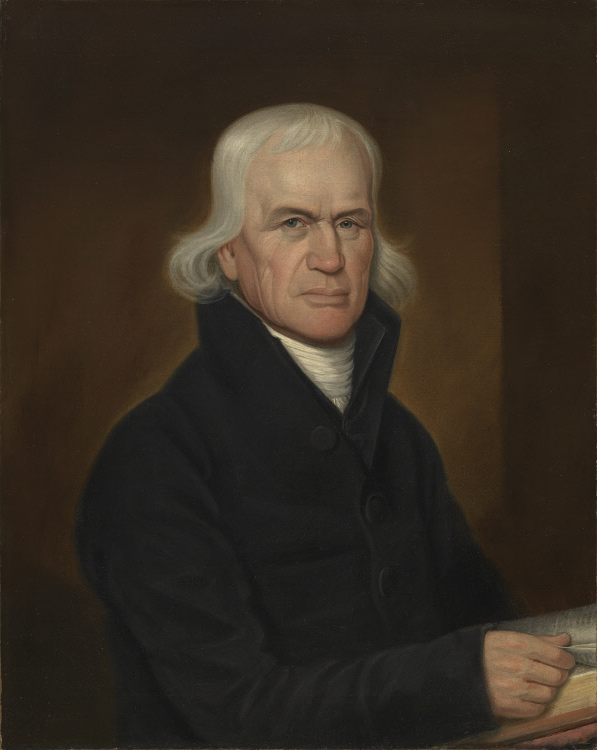
Francis Asbury.

##### La création des États-Unis
La Guerre d'indépendance des États-Unis a profondément modifié les relations entre les églises méthodistes américaines et leurs rapports avec le méthodisme britannique.  De nombreux clercs anglicans et prédicateurs méthodistes ont rejoint le Royaume-Uni. C'est dans ce climat qu'en 1784, John Wesley envoie Thomas Coke pour le représenter aux États-Unis avec la mission d’ordonner Francis Asbury, déjà présent depuis 1771, avec le titre de superintendant du méthodisme pour  l’Amérique de Nord. Ayant entendu des rumeurs d'autonomie John Wesley nomme en secret Thomas Coke superintendant et l'ordonne évêque par imposition des mains avant de l'envoyer aux États-Unis,,. 

##### La situation du méthodisme aux États-Unis
Le méthodisme s'y est implanté en 1766 par l'arrivée de migrants venus d'Irlande. Les premiers prédicateurs méthodistes sont envoyés vers 1770, puis viennent en 1771, Francis Asbury puis Thomas Rankin en 1773 avec le grade du surintendant, c’est lui qui organise la première conférence  méthodiste à Philadelphie. Avec le déclenchement de la guerre d'indépendance des États-Unis en 1775, de nombreux prédicateurs loyalistes rejoignent le Royaume-Uni, malgré tout Thomas Rankin se maintient jusqu'en 1778, seul Francis Asbury demeure mais son autorité est suspendue.  La conférence méthodiste des États-Unis de 1779, rétrograde Francis Asbury à un poste fonctionnel celui d'Assistant général d'Amérique. La fuite des clercs méthodistes  prive les communautés méthodistes américaines de l'administration des sacrements ; pour remédier à cela se tient en 1779 une nouvelle conférence dans le comté de Fluvanna en Virginie où il est décidé que ce sont leurs propres prédicateurs qui donneront les sacrements. 
Francis Asbury écrit à John Wesley pour qu'il soit possible d'ordonner des prédicateurs américains, mais sa demande est refusée car cela voudrait dire que ces nouveaux prédicateurs seraient déliés de toute allégeance au Royaume-Uni comme le précisent les lois des États-Unis.

##### La naissance d'une Église

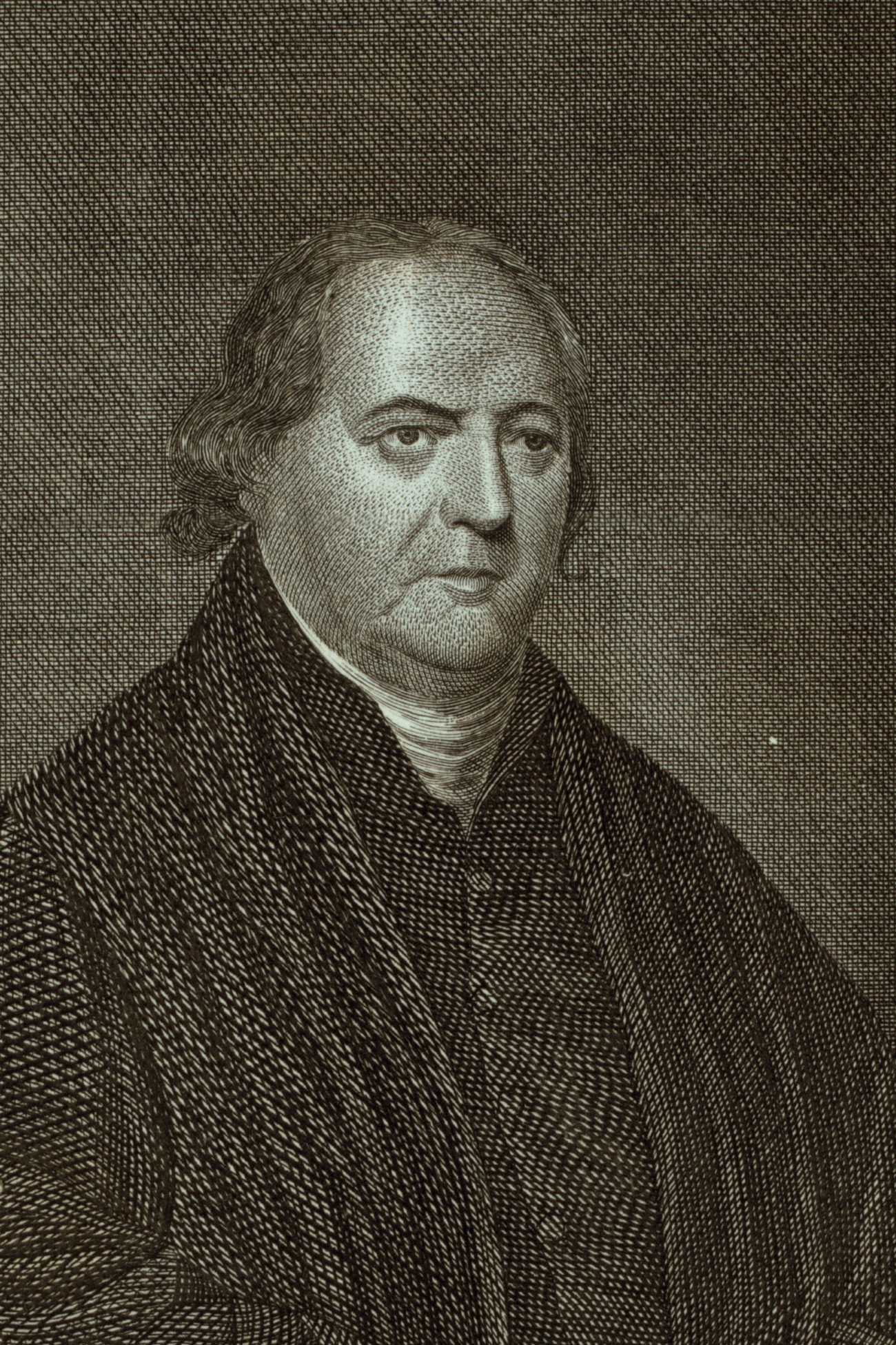
Gravure représentant Freeborn Garrettson.

Thomas Coke, passe outre au refus de John Wesley, il s'embarque le 18 septembre 1786 pour son dix-huitième voyage vers l’Amérique. Il débarque le 3 novembre à New York, puis se rend à Philadelphie où après un sermon donné à l'église Saint Paul sur l'invitation de Samuel Magaw (en), il convie les différents clercs méthodistes pour les inviter à penser les fondements d'une Église méthodiste américaine. Avant de les quitter pour rejoindre Francis Asbury, Thomas Coke rencontre John Dickinson, le gouverneur de la Pennsylvanie, dont les idées religieuses sont proches du méthodisme et c'est également un ami du prédicateur méthodiste Freeborn Garrettson, rencontre visant à l'assurer à créer une église faisant allégeance aux États-Unis,.
Les relations entre Thomas Coke et Freeborn Garrettson deviennent amicales. Si ce dernier est le leader de l'Église méthodiste aux États-Unis, en revanche Thomas Coke possède la légitimité que lui a conféré John Wesley. 
Thomas Coke part pour le Maryland et la Virginie en compagnie de Harry Hosier (en), le premier prédicateur afro-américain, selon Booker T. Washington. Thomas Coke écrit au sujet de Harry Hosier « C'est probablement l'un des meilleurs prédicateurs au monde, bien qu'il ne sache pas lire ».
Le 14 décembre 1786  Thomas Coke traverse la baie de Chesapeake pour rejoindre Freeborn Garrettson qui revient d'un voyage à travers les  villages de la partie occidentale du Maryland, où il a trouvé de nombreux fidèles prêts à rejoindre le méthodisme.

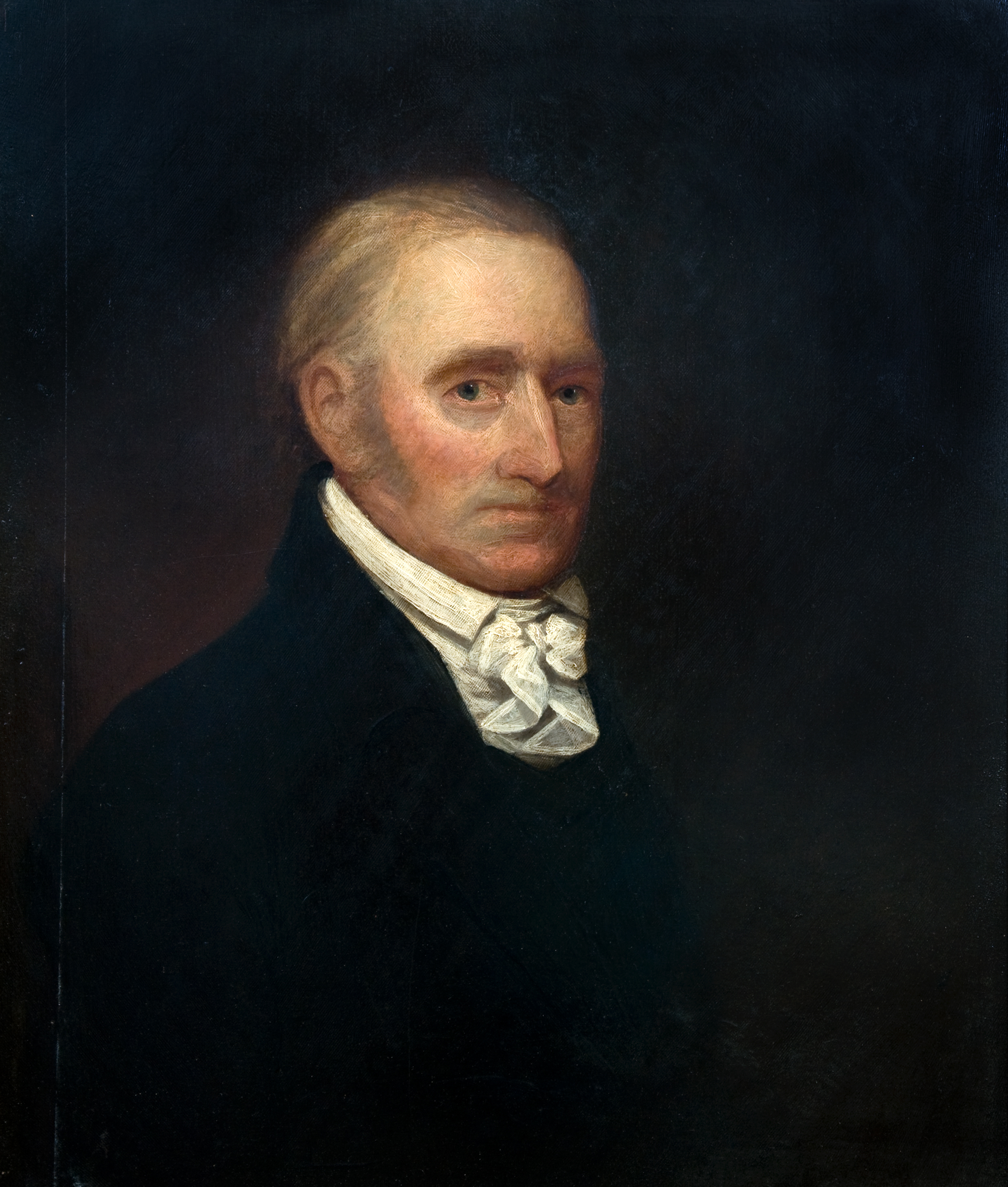
Portrait de Harry Dorsey Gough par le peintre Gilbert Stuart.

En 1787, Freeborn Garrettson et Thomas Coke, partent ensemble sillonner le Maryland pour récolter des fonds pour les églises méthodistes, ils s'arrêtent à Abingdon pour examiner les possibilités d'ouverture d'un lieu de formation au méthodisme.  Puis il se rendent à Baltimore pour rendre visite à Harry Dorsey Gough (en) qui y a parrainé le méthodisme. Le jour de l'an 1788, Thomas Coke et  Freeborn Garrettson, donnent une conférence à la Lovely Lane Methodist Church (en) de Baltimore. Chaque matinée de son séjour à Baltimore, Thomas Coke  donne une conférence au sein de cette église. De nombreux auditeurs quittent l'Église épiscopalienne pour rejoindre le méthodisme, mouvement de conversion accéléré par le travail des prédicateurs itinérants, ce qui permet de constituer un collège épiscopal méthodiste américain, sous la supervision de Thomas Coke et Freeborn Garrettson.

#### La fin
Depuis 1784, Thomas Coke désire partir en mission dans l'Inde, ce projet est retardé du fait de ses activités aux États-Unis, mais en 1813, les circonstances lui permettent de réaliser ce projet qui lui tient à cœur. Accompagné de six missionnaires, Thomas Coke s'embarque à Portsmouth  dans un bateau de la Compagnie britannique des Indes orientales en direction de l'Inde. Au matin du 3 mai 1814, il est trouvé mort, allongé sur sol de sa cabine, probablement à la suite d'un infarctus du myocarde et il est enseveli dans l'Océan Indien,.

### Vie privée
Le 1er avril 1805, Thomas Coke épouse Penelope Goulding Smith, ils n'auront pas d'enfants. Penelope Coke meurt en 1811. Après quelques mois de veuvage, Thomas Coke épouse en secondes noces Ann Loxdale le 16 décembre 1811, le couple ne donnera pas naissance à des enfants, mais en plus, il est frappé par la tragédie, Ann Loxdale décède le 5 décembre 1812,.

## Œuvres
Quand une œuvre est suivie d'un identifiant ISBN, cela signifie qu'elle a fait l'objet de rééditions récentes sous forme de fac-similé ou non, l'identifiant est celui, en principe, de la réédition la plus récente, sans préjuger d'autres rééditions antérieures ou ultérieures. La lecture en ligne est quand cela est possible la lecture de l'édition originale.
- The life of the Rev. John Wesley, Londres, G. Paramore & North-Green, 1792, 564 p. (ISBN 9781374316355, lire en ligne),
- Extracts of the Journals of the Rev. Dr. Coke's Five Visits to America, Londres, G. Paramore, 1793, 204 p. (ISBN 9780484774369, lire en ligne),
- A Funeral Sermon : preached in Spitalfields-chapel, London, Bristol, R. Edwards, 1796, 60 p. (OCLC 1205120877),
- The doctrines and discipline of the Methodist episcopal Church in America, Philadelphie, Pennsylvanie, Henry Tuckniss, 1797, 208 p. (OCLC 62832589),
- A History of the West Indies, volume 1, Liverpool, Nuttall , Fisher, and Dixon, 1808, 470 p. (ISBN 9781362852513, lire en ligne)[note 1],
- A History of the West Indies, volume 2, Liverpool, Nuttall , Fisher, and Dixon, 1810, 473 p. (ISBN 9781362852513, lire en ligne),
- A History of the West Indies, volume 3, Liverpool, Nuttall, Fisher, and Dixon, 1811, 553 p. (ISBN 9781362852513, lire en ligne),
- An interesting narrative of a mission sent to Sierra Leone, in Africa, by the Methodists, Londres, Paris & Son, 1812, 51 p. (ISBN 9781296914448),
- Extracts of the Journals of the Late REV. Thomas Coke, L. L. D.: : Comprising Several Visits to North America and the West-Indies: His Tour Through a Part of Ireland, and His Nearly Finished Voyage to Bombay in the East-Indies: To Which Is Prefixed, a Life, Dublin, R. Napper, 1816, 271 p. (ISBN 9781341017971),
- John A. Vickers (dir.), The Letters of Dr. Thomas Coke, Nashville, Tennessee, Kingswood Books, 1er juin 2013, 814 p. (ISBN 9781426757716, lire en ligne),

## Archives
Les archives de Thomas Coke sont consultables auprès de la University of Manchester Library (« Bibliothèque de l'université de Manchester ») et de la Frank Baker collection of Wesleyana and British Methodism (« Collection Frank Baker du  Wesleyanisme et du méthodisme britannique »)  des Duke University Libraries (en).